# 杉田好志郎
杉田好志郎（日语：／ Sugita Koshiro，1976年11月25日—），日本男子游泳运动员。他曾代表日本参加2000年和2004年夏季残疾人奥林匹克运动会游泳比赛，其中2000年夏季残奥会获得一枚金牌。